# Canton de Saint-Pierre-1
Pour les articles homonymes, voir Canton de Saint-Pierre (homonymie).
Le canton de Saint-Pierre-1 est une circonscription électorale française de l'île de La Réunion, département et région d'outre-mer français de l'océan Indien.

## Histoire
Le canton a été créé par la loi no 49-1102 du 2 août 1949.
Un nouveau découpage territorial de la Réunion entre en vigueur à l'occasion des premières élections départementales suivant le décret du 21 février 2014. Les conseillers départementaux sont, à compter de ces élections, élus au scrutin majoritaire binominal mixte. Les électeurs de chaque canton élisent au Conseil départemental, nouvelle appellation du Conseil général, deux membres de sexe différent, qui se présentent en binôme de candidats. Les conseillers départementaux sont élus pour 6 ans au scrutin binominal majoritaire à deux tours, l'accès au second tour nécessitant 12,5 % des inscrits au 1er tour. En outre, la totalité des conseillers départementaux est renouvelée. Ce nouveau mode de scrutin nécessite un redécoupage des cantons dont le nombre est divisé par deux avec arrondi à l'unité impaire supérieure si ce nombre n'est pas entier impair, assorti de conditions de seuils minimaux. À la Réunion, le nombre de cantons passe ainsi de 49 à 25.
Le canton de Saint-Pierre-1 est redécoupé par ce décret. Il est entièrement inclus dans l'arrondissement de Saint-Pierre. Le bureau centralisateur est situé à Saint-Pierre.

## Représentation

### Représentation avant 1949
| Période                                  | Période      | Identité                         | Étiquette                | Qualité                                                                                      |
| ---------------------------------------- | ------------ | -------------------------------- | ------------------------ | -------------------------------------------------------------------------------------------- |
| 1934                                     | 1937 (décès) | Augustin Archambeaud (1868-1937) | Républicain progressiste | Médecin, maire de Saint-Pierre (1902-1912, 1926-1937) Député (1907-1914)                     |
| 1934                                     | 1940         | Edgard Avril (1895-1947)         |                          | Propriétaire-cultivateur de canne, géranium et maïs Maire du Tampon (1925-1935 et 1945-1947) |
| 1934                                     | 1940         | M. Hoareau                       |                          |                                                                                              |
| 1934                                     | 1940         | Octave Vallon-Hoarau             |                          | Adjoint au maire du Tampon                                                                   |
| 1934                                     | 1940         | Fernand Sanglier (1902-1976)     |                          | Docteur en droit, avocat à la Cour d'Appel de Saint-Denis procureur-général au Cameroun      |
| 1934                                     | 1940         | Charles Rivière                  |                          |                                                                                              |
| 1934                                     | 1940         | M. Hoareau                       |                          | Médecin                                                                                      |
| 1934                                     | 1940         | Pierre Soulayre                  |                          |                                                                                              |
| 1934                                     | 1940         | M. Archambault                   |                          |                                                                                              |
| Les données manquantes sont à compléter. |              |                                  |                          |                                                                                              |

### Représentation de 1949 à 2015
| Période                                  | Période           | Identité                                             | Étiquette            | Qualité |
| ---------------------------------------- | ----------------- | ---------------------------------------------------- | -------------------- | --- |
| 1949                                     | 1958              |                                                      |                      | |
| 1958                                     | 1970              | Hector de Lavergne                                   | Indépendant puis UDR | |
| 1970                                     | 1976              | Paul Vergès                                          | PCR                  | Député européen (1979-1989 et 1994-1997) Sénateur (1996-2004 et depuis 2011) Député (1956-1958, 1986-1987 et 1993-1996) Président du Conseil régional (1998-2010) |
| 1976                                     | 1978 (annulation) | Louis Virapoullé                                     | DVD puis UDF         | Avocat - Sénateur (1974-1992) |
| 1979                                     | 1982              | M. Cadet                                             | DVD                  | |
| 1982                                     | 1999 (démission)  | Trimourti Julien Ramin-Vinglassamy, dit Julien Ramin | PCR                  | Agent de La Poste Premier adjoint au maire de Saint-Pierre (1983-1995)                                                                                            |
| 1999                                     | 2001              | Gélita Hoarau                                        | PCR                  | Enseignante - Sénatrice (2005-2011) |
| 2001                                     | 2008              | Willy Tan                                            | DVD                  | Conseiller municipal de Saint-Pierre |
| 2008                                     | 2015              | Philippe Potin                                       | UMP                  | Conseiller municipal de Saint-Pierre |
| Les données manquantes sont à compléter. |                   |                                                      |                      | |

### Représentation depuis 2015
| Période élective | Période élective | Mandat        | Mandat                    | Identité             | Nuance | Nuance | Qualité                                                                                          |
| ---------------- | ---------------- | ------------- | ------------------------- | -------------------- | ------ | ------ | ------------------------------------------------------------------------------------------------ |
| 2015             | 2021             | 2015          | 2021                      | Hermann Rifosta      |        | LR     | Adjoint au maire de Saint-Pierre                                                                 |
| 2015             | 2021             | 2015          | décembre 2017 (démission) | Viviane Malet        |        | LR     | Vice-présidente du Conseil départemental Adjointe au maire de Saint-Pierre Sénatrice depuis 2017 |
| 2015             | 2021             | décembre 2017 | 2021                      | Thérèse Ferde        |        | LR     | Fonctionnaire 7ème adjointe au maire de Saint-Pierre                                             |
| 2021             | 2028             | 2021          | en cours                  | Thérèse Ferde        |        | LR     | 7ème adjointe au maire de Saint-Pierre, 14ème Vice-Présidente du conseil départemental           |
| 2021             | 2028             | 2021          | en cours                  | Jean-Louis Pajaniaye |        | LR     | Commerçant à Saint-Pierre                                                                        |

### Résultats détaillés

#### Élections de mars 2015
À l'issue du 1er tour des élections départementales de 2015, deux binômes sont en ballotage : Viviane Malet et Herman Rifosta (UMP, 52,35 %) et Jean-Gaël Anda et Dolène Chetty (MoDem, 18,95 %). Le taux de participation est de 40,90 % (9 338 votants sur 22 830 inscrits) contre 43,81 % au niveau départemental et 50,17 % au niveau national.
Au second tour, Viviane Malet et Herman Rifosta (UMP) sont élus avec 64,71 % des suffrages exprimés et un taux de participation de 48,97 % (6 405 voix pour 11 179 votants pour 22 830 inscrits).

#### Élections de juin 2021
Le premier tour des élections départementales de 2021 est marqué par un très faible taux de participation (33,26 % au niveau national). Dans le canton de Saint-Pierre-1, ce taux de participation est de 36,25 % (9 083 votants sur 25 055 inscrits) contre 36,5 % au niveau départemental. À l'issue de ce premier tour, deux binômes sont en ballottage : Thérèse Ferde et Jean Louis Pajaniaye (LR, 52,41 %) et Stéphane Albora et Aude Payet (binôme écologiste, 19,86 %).

## Composition

### Composition avant 1949
Le canton de Saint-Pierre élisait neuf conseillers généraux.

### Composition de 1949 à 2015
Le canton de Saint-Pierre-1 était constitué d'une partie de la commune de Saint-Pierre.

### Composition depuis 2015
| Nom                                  | Code Insee | Intercommunalité                                   | Superficie (km2) | Population (dernière pop. légale)                | Densité (hab./km2) | Modifier                                    |
| ------------------------------------ | ---------- | -------------------------------------------------- | ---------------- | ------------------------------------------------ | ------------------ | ------------------------------------------- |
| Saint-Pierre (bureau centralisateur) | 97416      | CA Communauté intercommunale des Villes solidaires | 95,99            | Fraction : 35 533 (2022) Commune : 85 254 (2022) | 888                | modifier les données · modifier les données |
| Canton de Saint-Pierre-1             | 97420      |                                                    |                  | 35 533 (2022)                                    |                    | modifier les données                        |

Le canton comprend la partie de la commune de Saint-Pierre située à l'ouest d'une ligne définie par l'axe des voies et limites suivantes : depuis le littoral, cours d'eau Ravine-Blanche, canal Saint-Etienne (direction Nord-Ouest), segment de 596 mètres reliant les deux points de longitude et latitude respectives 340614,51/7642539,83 et 341004,62/7642990,43, route de la Ligne-Paradis (direction Nord-Ouest), segment de 187 mètres reliant les deux points de longitude et latitude respectives 340869,57/7643077,30 et 341019,93/7643189,08, cours d'eau Bras-de-Douane (direction Nord), ligne de 243 mètres reliant les trois points de longitude et latitude respectives 341180,78/7643423,31, 341293,35/7643544,58 et 341246,12/7643606,15, chemin bordier (direction Nord-Est), cours d'eau Bras-de-Douane (direction Nord), segment de 833 mètres reliant les deux points de longitude et latitude respectives 341695,62/7644053,94 et 342193,70/7643386,28, cours d'eau Ravine-Blanche (direction Nord-Est), segment de 163 mètres reliant les deux points de longitude et latitude respectives 342202,90/7643393,78 et 342303,83/7643265,43, chemin Belhomme (direction Nord-Est), ligne de 999 mètres reliant les trois points de longitude et latitude respectives 342374,80/7643328,99, 342486,53/7643127,13 et 343188,90/7642815,65, chemin de la Salette (direction Nord-Est), segment de 1 283 mètres reliant les deux points de longitude et latitude respectives 343227,94/7642855,46 et 344205,44/7642024,68, cours d'eau Rivière-d'Abord (direction Nord), jusqu'à la limite territoriale de la commune du Tampon.

## Démographie
En 2022, le canton comptait 35 533 habitants, en évolution de +1,59 % par rapport à 2016 (La Réunion : +3,33 %, France hors Mayotte : +2,11 %).
| 2013   | 2018   | 2022   |
| ------ | ------ | ------ |
| 34 312 | 35 444 | 35 533 |